# HD 22781
HD 22781 är en ensam stjärna belägen i den södra delen av stjärnbilden Pegasus. En bildundersökning 2012 kunde inte hitta några följeslagare, vilket tyder på att den är en ensam stjärna. Den har en skenbar magnitud av ca 8,78 och kräver en stark handkikare eller ett mindre teleskop för att kunna observeras. Baserat på parallax enligt Gaia Data Release 2 på ca 30,6 mas, beräknas den befinna sig på ett avstånd på ca 106 ljusår (ca 33 parsek) från solen. Den rör sig bort från solen med en heliocentrisk radialhastighet på ca 8 km/s.

## Egenskaper
HD 22781 är en orange till gul stjärna i huvudserien av spektralklass K0. Den har en massa som är ca 0,75 solmassa, en radie som är ca 0,7 solradier och har ca 0,35 gånger solens utstrålning av energi från dess fotosfär vid en effektiv temperatur av ca 5 200 K.
HD 22781 är kraftigt utarmad på tunga element, med bara 45 procent av solens koncentration av järn, men är ändå relativt rik på kol och har 90 procent av solens överskott av detta.

## Planetsystem
År 2011 upptäcktes en transiterande superjovisk planet eller brun dvärg, HD 22781 b, på en extremt excentrisk bana. Den ligger strax utanför moderstjärnans beboeliga zon. Planeter vid sådana metallfattiga stjärnor är sällsynta - de enda tre kända liknande fallen är HD 111232, HD 114762 och HD 181720. År 2012 angav en granskning av data för radiell hastighet att det inte finns några ytterligare jätteplaneter kring stjärnan.
| Planet | Massa            | Halv storaxel (AE) | Siderisk omloppstid (d) | Excentricitet   | Inklination | Radie |
| ------ | ---------------- | ------------------ | ----------------------- | --------------- | ----------- | ----- |
| b      | ≥13,65 ± 0,97 MJ | 1,67 ± 0,039       | 528,07 ± 0,14           | 0,8191 ± 0,0023 | -           | -     |